# Harrys River
Der Harrys River ist ein 40 km langer Zufluss der St. George’s Bay im Südwesten der Insel Neufundland in der kanadischen Provinz Neufundland und Labrador.

## Flusslauf
Der Harrys River bildet den Abfluss des 148 m hoch gelegenen Georges Lake. Er verlässt diesen an dessen südwestlichen Ende und fließt in überwiegend südwestlicher Richtung bis zu seiner Mündung. Nach knapp 10 km passiert der Fluss die Gemeinde Gallants, die am rechten Ufer liegt, und nimmt anschließend den North Brook von rechts auf. 11,5 km oberhalb der Mündung überquert die Route 460 den Fluss. Der Harrys River mündet schließlich bei Stephenville Crossing in das westliche Nordufer eines Ästuars, das sich zur
St. George’s Bay, einer Bucht des Sankt-Lorenz-Golfes, hin öffnet.

## Hydrologie
Der Harrys River entwässert ein Areal von etwa 660 km². Der mittlere Abfluss an der Highway-Brücke 11,5 km oberhalb der Mündung beträgt 26,3 m³/s. Der Mai ist mit im Mittel 66 m³/s der abflussreichste Monat.